# Gary Taylor (universitaire)
Œuvres principales
William Shakespeare : A Textual Companion, The Oxford Shakespeare : The Complete Works, The Collected Works of Thomas Middleton
Gary Taylor (né en 1953) est un universitaire américain, professeur d'anglais à l'université George Matthew Edgar de Floride, auteur de nombreux livres et articles, et rédacteur associé du The Oxford Shakespeare et de l'Oxford Middleton.

## Biographie
Il est le premier de sa famille à obtenir un diplôme de l'enseignement secondaire. Il entre à l'université du Kansas, obtenant des Bachelor of Arts en anglais et en lettres classiques en 1979. Il passe un doctorat d'anglais à l'Université de Cambridge en 1988. Il travaille pendant huit ans avec Stanley Wells sur le Oxford Shakespeare (de 1978 à 1986), un projet qui a engendré beaucoup de controverses
Il a enseigné à l'université d'Oxford, à l'université catholique d'Amérique, à l'université Brandeis (où il était titulaire de la chaire d'anglais), et à l'université de l'Alabama (où il dirigea le programme Hudson Strode sur la Renaissance de 1995 à 2005). En 2005, il rejoint le département d'anglais à l'université d'État de Floride, où il devient le fondateur et le premier directeur du programme interdisciplinaire d'étude technologique des textes.
Taylor a beaucoup écrit sur Shakespeare, Middleton, la culture pré-moderne, la formation du canon shakespearien, la race et l'appartenance ethnique, le genre et la masculinité. Quatre de ses ouvrages sont classés dans le Random House, qui liste les cent plus importants livres sur Shakespeare (ce qui est plus que tout autre auteur non-britannique). Mais il est davantage connu pour son travail comme éditeur, critique littéraire et théoricien de la littérature pour lesquels il est devenu membre de Folger Shakespeare Library, de la Fondation nationale pour les sciences humaines et de la Fondation John-Simon-Guggenheim. Il a aussi écrit pour le Time, The Guardian et d'autres périodiques, a parlé à de nombreuses reprises devant des auditoires de théâtre, et a souvent été interviewé pour la radio et la télévision.
Taylor a consacré vingt ans à The Collected Works of Thomas Middleton, publié par Oxford University Press en 2007. Avec John Lavagnino, il dirige une équipe de 75 contributeurs appartenant à 12 pays différents afin de produire "the Middleton First Folio", destiné à instaurer Middleton comme « notre autre Shakespeare ». Parmi d'autres travaux, Taylor et Lavagnino ont choisi d'imprimer les textes intégraux des pièces de Shakespeare Macbeth et Mesure pour mesure, selon la théorie que Middleton a révisé ces deux pièces après leurs compositions originales. Ils ont inclus également Timon d'Athènes, mais en postulant dans ce cas qu'il s'agit d'une collaboration entre les deux auteurs. Ils ont inclus aussi dans ce volume des pièces anonymes, telles que A Yorkshire Tragedy, The Second Maiden's Tragedy (présentée sous le titre The Lady's Tragedy) et La Tragédie du vengeur, qui sont généralement, mais pas universellement, attribuées à Middleton par les universitaires modernes.

## Quelques ouvrages
- Gary Taylor and Michael Warren, eds., The Division of the Kingdoms (1983).
- Stanley Wells and Gary Taylor (with John Jowett and William Montgomery), William Shakespeare: A Textual Companion (1987).
- Reinventing Shakespeare: A Cultural History from the Restoration to the Present (1989).
- Gary Taylor and John Jowett, Shakespeare Reshaped 1606-1623 (1993).
- Cultural Selection (1996).
- Castration: An Abbreviated History of Western Manhood (2000).
- Buying Whiteness: Race, Culture, and Identity from Columbus to Hip Hop (2005).
- William Shakespeare, Complete Works, eds. Stanley Wells, Gary Taylor, John Jowett and William Montgomery (1986, rev. 2005).
- John Fletcher, The Tamer Tamed, ed. Celia R. Daileader and Gary Taylor (2006).
- Thomas Middleton and Early Modern Textual Culture, gen. eds. Gary Taylor and John Lavagnino (2007).
- The Collected Works of Thomas Middleton, gen. eds. Gary Taylor and John Lavagnino (2007).